# معركة قرن الكبش الكبرى
جرت هذه المعركة يوم 23 مارس 1958 إبان ثورة التحرير الجزائرية بالمكان المسمى "قرن الكبش"، وهو إحدى قمم جبال أولاد حناش التي كانت تابعة للولاية الأولى التاريخية (الأوراس)، حدودها شرقا أولاد تبان، وغربا قرية بيطام، وشمالا دوار ازبير، وجنوبا سوق الثلاثاء، (أولاد حناش حاليا هي بلدية تقلعيت، دائرة برج الغدير، ولاية برج بوعريريج، الجزائــر).

صادف قبل نشوب المعركة وجود (03) كتائب من جيش التحرير الوطني: الأولى بقيادة (محمد بن جدّة)، والثانية بقيادة (احسن بوزراعة)، والثالثة بقيادة (صالح دوّار، المدعو الفضي).
كانت مهمة الكتيبة الثانية مهاجمة مركز برج الغدير وتصفية أحد الضباط الفرنسيين (فيقار)، حيث تناول أفراد الكتيبة العشاء بمنزل الشيخ المبروك شبشوب بدوار غيلاسة، وأخذوا قسطا من الراحة، في حين كانت الكتيبة الأولى متمركزة بقرية لعقاقنة، أين كانت تقوم بمراقبة قافلة العدو المتجهة نحو برج الغدير للقيام بعملية مسح لجبال الجهة.
تجدر الإشارة إلى مشاركة فرقة تتكون من (35) جندي بقيادة المدعو (سي مصطفى) نائب قائد كتيبة جاءت من الولاية الثانية إلى جانب الكتيبة الأولى.
في حدود الساعة (11.00) ليلا تمكن أفراد جيش التحرير من التزود بكل ما يحتاجونه من مؤن وتجهيزات ضرورية، ثم تنقلوا إلى جبال أولاد حناش وبالضبط إلى جبلي (قرن الكبش، وباثمان) وهذا بعدما اتضح لهم أن العدو يجمع قواته للتوجه إلى أولاد حناش.
ومع تباشير الفجر وصل جنود جيش التحرير إلى المكان المختار، وباشروا توزّعهم على الأماكن الإستراتيجية ضمن (03) فرق موزعة على النحو التالي:
- الفرقة الأولى بقيادة (محمد عيكوس) اتجهت نحو قمة باثمان وتكفلت بالدفاع وفي الوقت نفسه مهاجمة قوات العدو القادمة من الجهة الشرقية ناحية أولاد تبان.
- الفرقة الثانية بقيادة (الفوضيل قيطون) اتجهت نحو الجهة الجنوبية لقرن الكبش وتكفلت بمهمة الدفاع والتصدي للقوات القادمة من ناحية برهوم (الحضنة).
- أما فرقة الولاية الثانية بقيادة (سي مصطفى) اتجهت نحو الجهة الشمالية وتعمقت داخل جبل قرن الكبش وتكفلت بمهمة مواجهة العدو القادم من مركز برج الغدير.
- كما صادف تواجد كتيبة أخرى من الولاية الرابعة بقيادة (سي نايف) كانت قادمة من تونس، تمركزت بالقرب من جبل قرن الكبش على بعد (01 كلم) من مكان تمركز الكتيبة الثانية.

جو المعركة:
منذ الصباح الباكر ليوم الأحد 23 مارس 1958 كثّفت قوات العدو من زحفها على جبال أولاد حناش حيث بدأت بإطلاق نيران المدفعية الثقيلة من مراكزها (برج الغدير، أولاد تبان، ورأس الوادي) باتجاه جبال وقرى أولاد حناش من الساعة (05.00) وحتى الساعة (07.00) صباحا، وقد استطاعت كتائب جيش التحرير تجنب القصف، بعدها واصلت قوات المشاة الفرنسية التقدم من الجهات الأربعة لتطويق المكان وفسح المجال للطائرات الاستطلاعية بتفتيش المكان، وكانت أولى عمليات القصف الجوي على المنطقة المسماة اللبانة (قورار) ذات الأشجار العالية، لتتوغل أكثر في جبال قرن الكبش وتصل إلى نقاط تمركز أفراد جيش التحرير.
وبمجرد اقترابهم تبادل جنود جيش التحرير كلمة السر وهي (جرجرة والأوراس)، وهكذا بادرت الفرقة الأولى المتواجدة بقمة جبل باثمان بإطلاق النار على الكتيبتين اللتين كانتا تسيران بالمرجة القريبة وألحقت بهما خسائر فادحة مما اضطر العدو إلى تدعيم الجهة الشرقية لحماية القيادة المتواجدة هناك.
وأثناء رحى المعركة بادر أحد الرماة المهرة من جيش التحرير إلى ضرب مقر القيادة مما أدّى إلى ارتباك خطوط العدو وتغيير وجهته إلى الجهة الجنوبية أين تتواجد الفرقة الثانية بقيادة (الفوضيل قيطون) ففاجأتها هي الأخرى بإطلاق النيران الكثيفة وعرقلة تقدمها وفك الحصار عن القوات المتواجدة بقرن الكبش.
في خضم القتال الدائر على الجبهة الشرقية والجنوبية بادرت الفرقة القادمة من الولاية الثانية بقيادة (سي مصطفى) بالاشتباك مع القوات القادمة من مركز برج الغدير ومنعتها من إغاثة الجنود المحاصرين تحت نيران جيش التحرير المتمركز داخل قرن الكبش.
في حين تدخلت كتيبة (سي نايف) القادمة من تونس ولعبت دورا بارزا، بتدعيم الفرقتين الثانية والثالثة وخاصة بالذخيرة والأسلحة.
هذا ما فرق شتات العدو وأصبح حائرا أيّ جهة يدعمها الشرقية أم الجنوبية أم الشمالية، فاضطر لتدعيم قواته بوحدات متعددة قدمت من مراكزه المتواجدة بباتنة وبريكة والمسيلة وبرج بوعريريج، مدعمة بأكثر من (30) طائرة أقلعت من مطارات تلاغمة وعين الديس، بالإضافة لمدفعية الميدان الثقيلة.
أما أسلحة المجاهدين فكانت غالبيتها تتشكل من بنادق رشاشة خفيفة منها: رشاش ألماني عيار (30ملم)، وفيزا عيار (24,29)، وطومسون أمريكي ماس (36,49)، وماط (49)، ورشاش إبران إنجليزي عيار (24,29).
كما ساعدت الخنادق المنجزة مسبقا المجاهدين من تجنب القصف المدفعي والجوي، وكذا ظروف الطقس كالضباب والسحاب الذي لعب دورا هاما لصالح الثوار وأعطاهم فرصة المباغتة.
تحولت نقطة القوة وأصبح أفراد جيش التحرير الوطني هم المتحكمون في زمام المعركة وفقد العدو توازنه فأصبح في حالة دفاع بدل الهجوم.
دامت المعركة (14) ساعة من السابعة صباحا إلى غاية التاسعة ليلا، وقدرت مساحتها بـ(10كلم مربع).
نتائج المعركة:

01- خسائر العدو: قدّرت حسب المعلومات الواردة من مصالح استخبارات العدو فيما بعد بـ: 500 عسكري من قواته بين قتيل وجريح، وإسقاط طائرة من نوع (T/S) وعطب عدد آخر.
02- خسائر جيش التحرير الوطني:

- استشهاد (18) شهيدا من كتيبة الناحية الثالثة في ميدان المعركة من بينهم (محمد عيكوس) برتبة مساعد، (صالح عكشة) عريف أول من أريس، أما باقي الشهداء فتجهل أسماؤهم.
- أما دورية الولاية الرابعة القادمة من تونس فاستشهد منها (06) جنود، وجرح (05) آخرون.
- كما استشهد في هذه المعركة (06) مواطنين هم: حروز اعمر بن عمار، قاتل محمد، بن خليفة الجمعي، بلقمري عيسى بن موسى، طخة لخضر، طخة عيسى.
ردود فعل العدو:

بعد انتهاء المعركة شنّ العدو حملات تفتيش وإرهاب شملت جميع قرى أولاد حناش بحيث عمد إلى حرق المنازل وتعذيب وقتل الكثير من السكان المدنيين، كما سلب أرزاقهم وممتلكاتهم وقطع كل سبل الاتصال لمنعهم من التموين وتضييق الخناق عليهم.
رغم كل هذا ازدادت معنويات المواطنين وإيمانهم بصدق الثورة التي عجز العدو في مجابهتها لما لاقاه من خسائر فادحة في هذه المعركة الكبيرة.